# Borgia Norrköping BK
BK Borgia Norrköping är en bandyklubb i Norrköping, Sverige, bildade 1941 av ett gäng fotbollsintresserade grabbar i stadsdelen Skarphagen. Skarphagen tillhör Norrköpings Borgs församling, och därför kom namnet Borgia till. Namn som Olle "Bagarn" Eriksson, Rune "Frippe" Eriksson, Åke "Moset" Johansson, "Loppa" Almgren, Kalle Jonsson och Svenne Karlsson fanns med från början.

## Historia

### 1941-1977
Snabbt tog klubben upp bandy på programmet. Klubben skall först ha döpts till "Kenty" , men då laget gick med i svenskt seriespel och fick veta att ett lag i Linköping hade samma namn, bytte man namn till Borgia. När klubben bildades 1941 var Olle "Bagarn" ordförande. Olle "Bagarn" ritade även klubbmärket, en borg med Norrköpings gamla vattenreservoar (den vid SMHI) som förebild. 
1948 startade klubben även en handbollssektion. Fotbolls- och handbollsverksamheten lades ned i början av 1950-talet, och därefter har klubben enbart satsat på bandy. I mitten av 1960-talet försökte man få en konstfrusen isbana i Norrköping. 

### 1977-1988
Under hösten (norra halvklotet) 1975 tog Norrköpings kommun och dess fritidsnämnd ett beslut om att en bandybana och en ishall skulle byggas, med byggstart mars 1976. Före 1977 spelade Borgia sina hemmamatcher på Norrköpings Idrottspark, med Östra plan (nuvarande träningsplanen för fotboll) som hemmabana. 1977 stod Himmelstalundshallen och den konstfrysta bandybanan vid Himmelstalund färdig. Borgia hade i början av 1970-talet startat sin ungdomsverksamhet, och nu tog den ännu mer fart på Himmelstalund. Borgia fick fart på seniorbandyn och klättrade från Division 3 till Division 2. Säsongen 1981/1982 stod Borgia som seriesegrare i sin Division 2-serie, med spelare som Peo Eek, Lasse Berglund, Bo "Oball" Larsson, Jonny Solie, Per Rydberg, Peter "Peppe" Karlsson och 17-årige Roger "Gubben" Karlsson. Väl i Division 1 åkte laget ur efter en säsong. 
Till säsongen 1984/1985 värvades målvakten och den tidigare Borgia-spelaren Tommy Axelsson som tränare, och året därpå satsade klubben ordentligt med värvningar som Karl-Åke Larsson och Jan-Erik Gunnar från Värmbols GoIF och Roger "Gubben" Karlsson återvände till klubben från Katrineholms SK. Borgia vann sin serie, men missade i kvalet. 
Säsongen därpå påbörjades en satsning som tog klubben från Division 2 till Allsvenskan på två säsonger. Först värvades världsmästarmålvakten och svenska mästaren från Tomas Fransson från Vetlanda BK som tränare. Bo "Oball" Larsson återvände för att avsluta karriären i BK Borgia. 
När klubben var tillbaka i Division 1 säsongen 1987/1988 värvades ytterligare stjärnspelare, Tony Werlemalm från Tranås BoIS och Per-Åke "Perra" Jansson från Katrineholms SK. BK Borgia vann sin serie, och ställdes i kvalspel mot Örebro SK, IF Göta och Ale-Surte SK. I kvalseriens sista match, hemma mot Ale-Surt SK var BK Borgia piskade att vinna. BK lyckades vända underläge, 1-4, i halvlek till vinst, 6-4, och gick därmed upp i Allsvenskan. 

### 1988-1990
Säsongen 1988/1989 spelade klubben i Allsvenskan. Flera spelare hade värvats och klubbmaterialet var starkt. Laget åkte dock ur serien, efter att tvingats kvalspela för att hänga kvar. Borgia besegrade Nässjö IF hemma i sista matchen, och samtidigt vinner Ale-Surte SK mot Mjölby AIF. Nässjö IF och Ale-Surte gick upp och Borgia åkte ur. Säsongen 1989/1990 gjordes ännu en satsning, då man värvade finländske landslagsspelaren, världsmästerskapssilvermedaljören, årets bandyspelare i Finland med mera, Kari Peuhkuri. Samtidigt förlorade klubben en av sina större spelare, då Roger "Gubben" Karlsson värvades av Västerås SK där han gjorde succé. Borgia vann serien och klarade kvalet. BK Borgia var åter i Allsvenskan, men ekonomin körd i botten och klubben tvingades avsäga sin plats kommande säsong, och platsen gick i stället till IF Göta efter samspråk klubbarna emellan.

### 1990 -
BK Borgia spelade i Division 1 säsongen 1990/1991, och hade förlorat många av sina bästa spelare och nu fick bygga upp spelartruppen på unga, egna, hungriga killar. De hängde kvar, och fortsatte bygga laget på egna talanger under 1990-talet. 
I mitten av 1990-talet var åter med och nosade på Allsvenskan, genom att kvala med ett lag främst bestående av egna produkter. 
I dag heter klubben Borgia Norrköping BK, och satsar till största delen på egna talanger, en satsning som bygger ungdomsbandyn, en satsning som bygger på ungdomsbandyn med många lag där föräldrar, ledare och tränare samarbetar. 2003 låg Borgia på en 34 plats i Sverigerankingen.